# Safi (Maroko)
Safi (arab. أسفي, Asfi; fr. Safi) – miasto w zachodnim Maroku, ośrodek administracyjny prowincji Safi w regionie Marrakesz-Safi, nad Oceanem Atlantyckim, ok. 344 tys. mieszkańców. Safi jest miastem portowym i jednym z ważniejszych ośrodków przemysłowych kraju. Słynie ponadto ze swoich rzemieślniczych tradycji: w jednej z dzielnic – Collines des Potiers – działają garncarnie, wyrabiające zielone kafle służące do budowy meczetów w całym Maroku, a także towary na eksport. Do zabytków Safi zaliczają się medyna i forteca Kasr al-Bahr.

## Kasr al-Bahr
Forteca Kasr al-Bahr wznosi się nad brzegiem oceanu. Wznieśli ją Portugalczycy podczas swojego krótkiego panowania w latach 1508–1541. W ciągu swojej historii budowla – oprócz celów obronnych – służyła także za dom zarządcy i więzienie. Zwiedzający mogą tu zobaczyć m.in. dawne cele więzienne, a także kilka ocalałych dział, służących dawniej Holendrom i Hiszpanom do obrony portu.

## Medyna
Wśród zabytków starej medyny znajdują się pozostałości innych portugalskich budowli. Zalicza się do nich prezbiterium niedokończonej Catédrale Portugaise oraz keszla – obronny gmach, wykorzystywany jeszcze przed 1990 rokiem jako więzienie, a obecnie mieszczący muzeum ceramiki. Do arabskich zabudowań należy natomiast brama Bab Szaba, zawija Hamidouch oraz grobowiec marabuta Bu Deba.

## Dzielnica garncarzy
W Safi przetrwały dawne tradycje garncarskie – ceramikę wyrabia się tradycyjnym sposobem, a piece opalane są najczęściej drewnem tamaryszkowym bez użycia prądu i gazu. Trafiający tu turyści mogą przyjrzeć się pracy garncarzy. Oprócz warsztatów znajduje się tu też ulica pełna sklepów i salonów z ceramiką.

## Miasta partnerskie
- Montereau
- Boulogne-sur-Mer
- Nord-Pas-de-Calais
- Setúbal

## Galeria

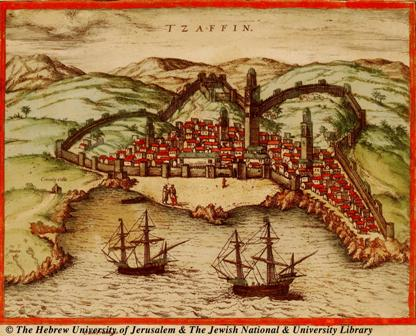
Safi w XV w.
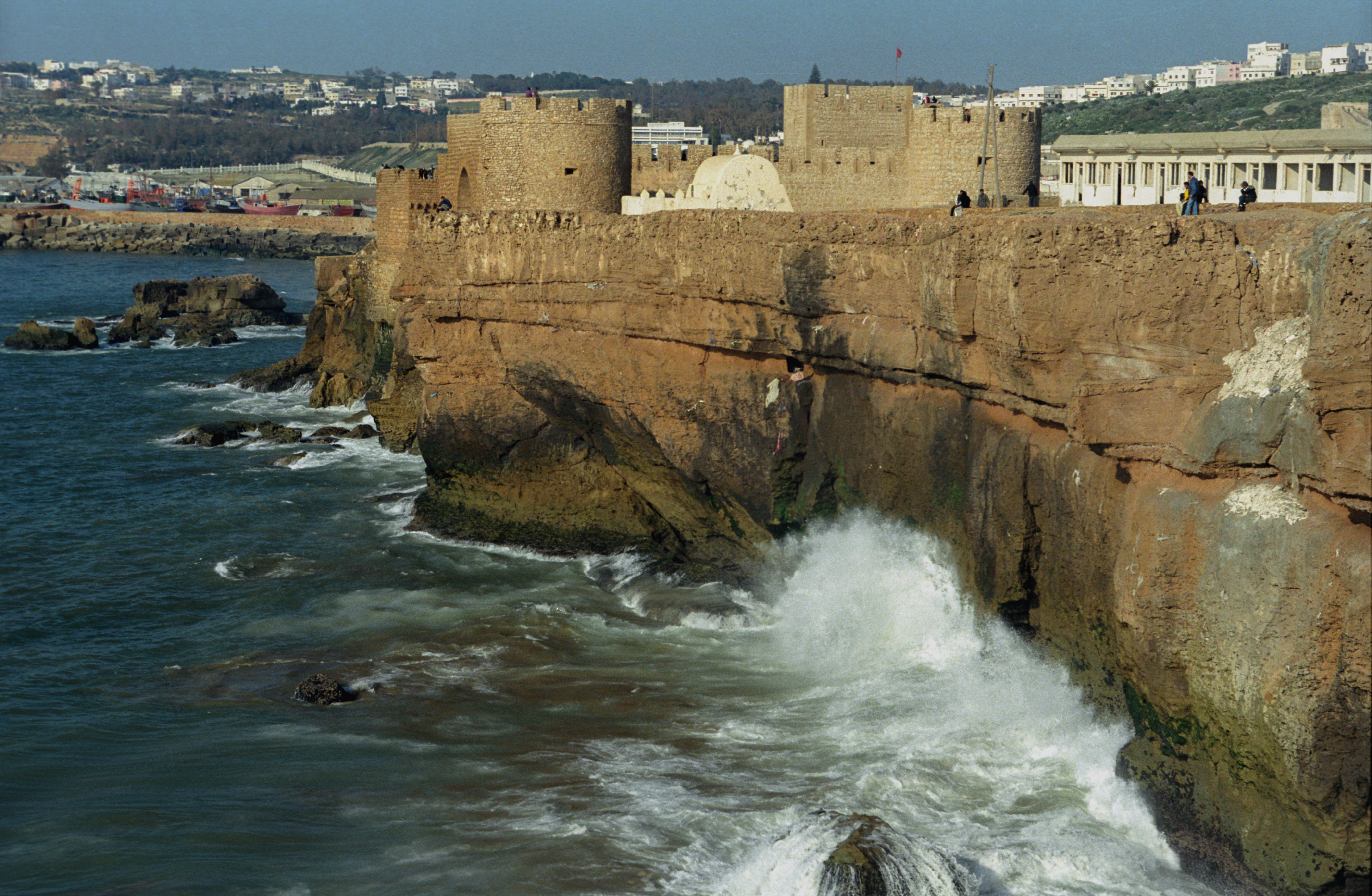
Safi, twierdza portowa Kasr al-Bahr
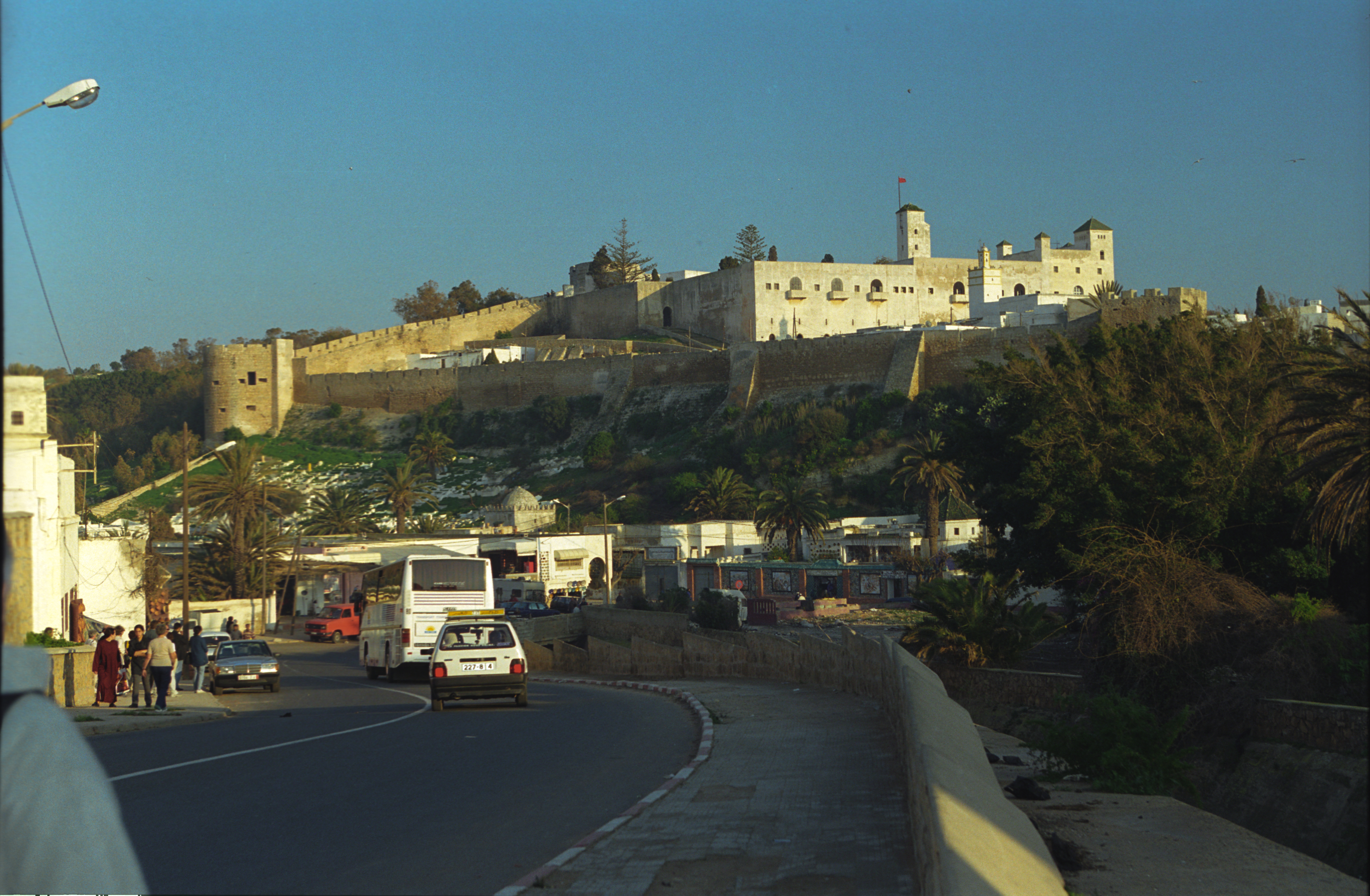
Safi, na wzgórzu dawna portugalska rezydencja warowna Keszla lub Burdż ad-Dar (później więzienie, teraz muzeum ceramiki)
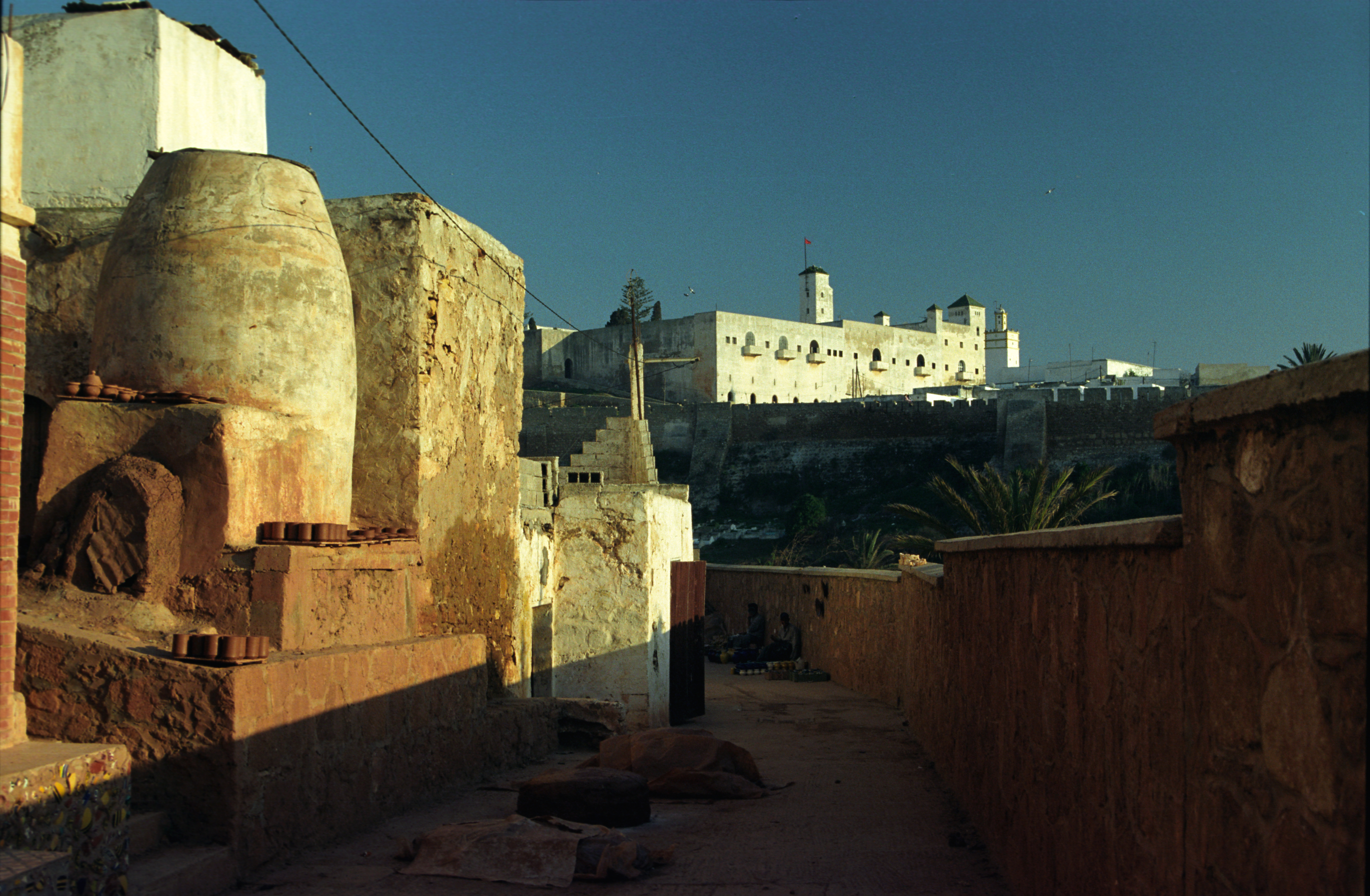
Safi, marokańska stolica ceramiki – w dzielnicy garncarzy (piece do wypalania ceramiki, na dalszym planie Keszla)
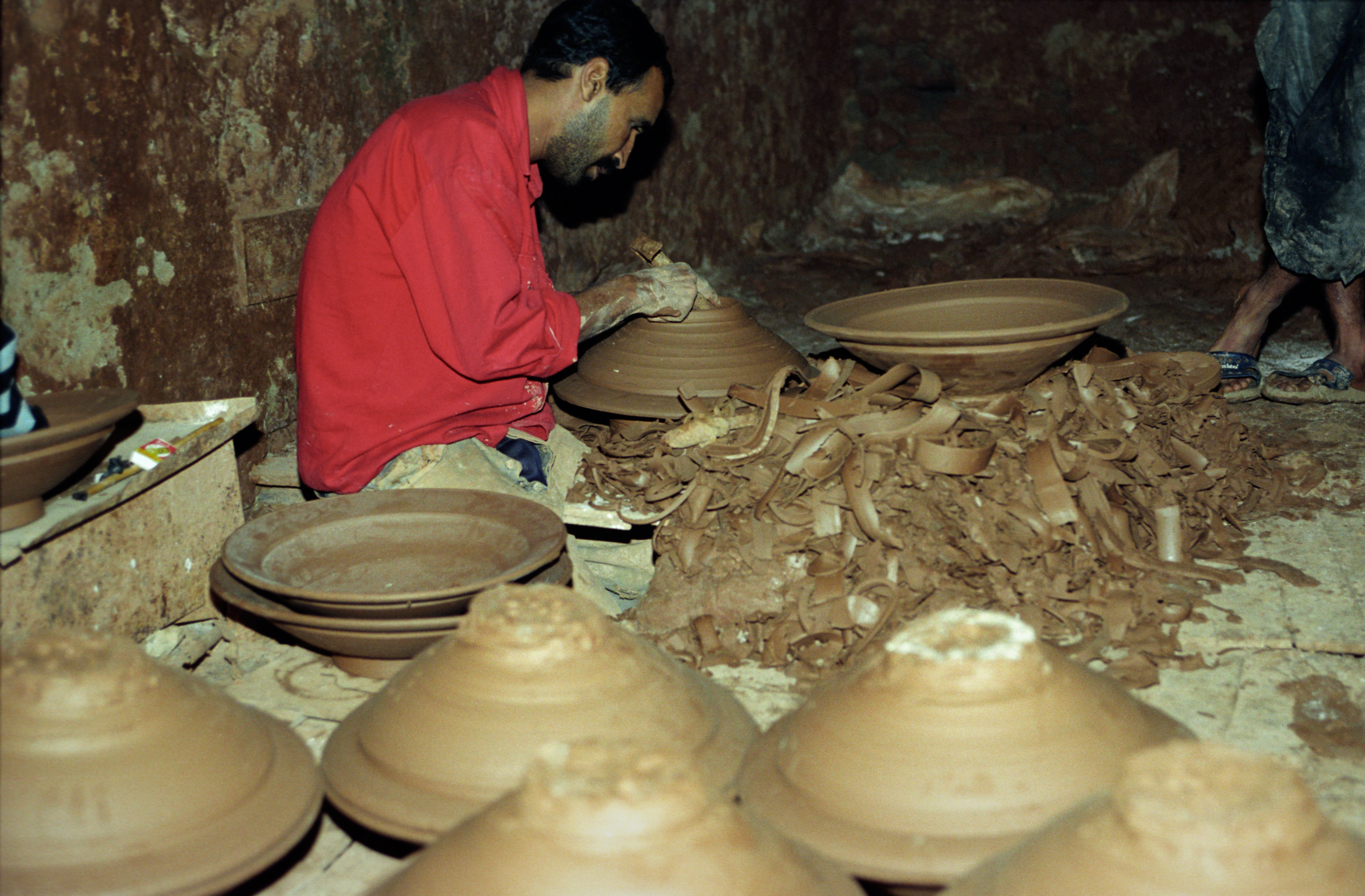
Garncarz wykonujący tadżiny
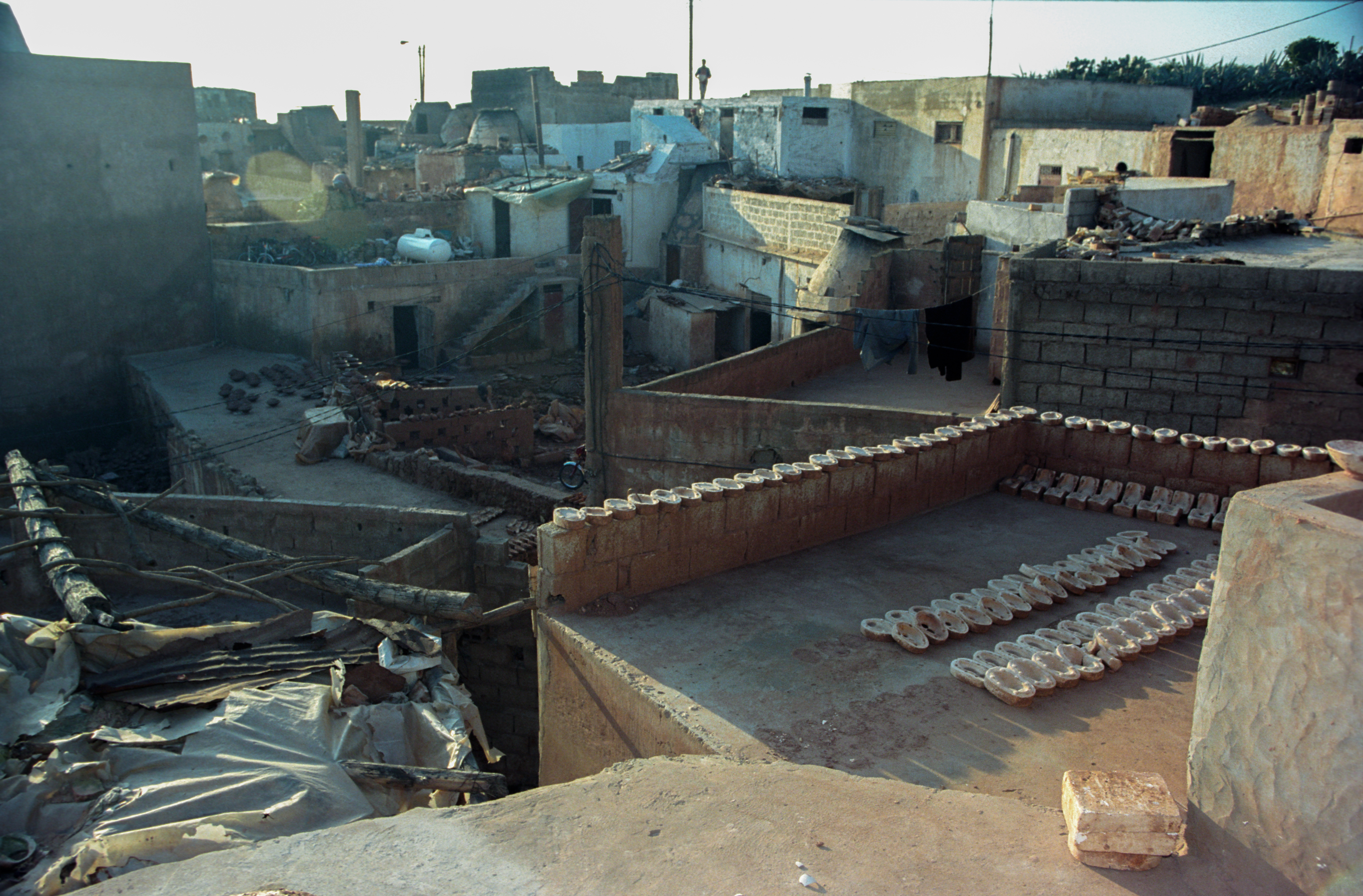
Safi – w dzielnicy garncarzy